# Fortificaciones de Derbent
Las fortificaciones de Derbent (también transcritas como Darband) son una de las líneas de defensa fortificadas construidas por el imperio persa Sasánida para proteger el paso oriental de las montañas del Cáucaso (las " Puertas Caspias") contra los ataques de los pueblos nómadas de la estepa póntico-caspia. Construidas en el siglo VI durante el reinado del emperador persa Khosrow I y mantenidas por varios regímenes árabes, turcos y persas posteriores, las fortificaciones comprenden tres elementos distintos: la ciudadela de Naryn-Kala en Derbent, las largas paredes gemelas que lo conectan con el mar Caspio en el este, y la "pared de la montaña" de Dagh-Bary, que se extiende desde Derbent hasta las estribaciones del Cáucaso en el oeste. El complejo de fortificación fue declarado Patrimonio de la Humanidad por la UNESCO en 2003. 

## Historia
Ya en la antigüedad clásica, el asentamiento de Derbent y su región más amplia (las "Puertas del Caspio") eran conocidos por su ubicación estratégica entre el Mar Caspio y las estribaciones orientales de las montañas del Cáucaso, separando las regiones asentadas al sur del Cáucaso de los pueblos nómadas que dominaban la estepa póntica-caspia al norte. La evidencia arqueológica apunta al establecimiento de un asentamiento fortificado en la colina Derbent a fines del siglo VIII a. C., probablemente bajo el impacto de las incursiones escitas. Este asentamiento inicialmente cubrió solo el lado noreste más protegido de la colina (unas 4-5 hectáreas ), pero durante los siglos VI y IV a. C. se expandió para cubrir toda su superficie (cerca de 15 hectáreas). Las paredes de ese asentamiento eran de unos 2 metros de alto y máximo 7 metros  de espesor, con evidencia de destrucción y reconstrucción repetidas durante todo el período.
A partir del siglo IV a. C., el asentamiento comenzó a expandirse más allá de la fortaleza de la colina, que se convirtió en una ciudadela para una ciudad en expansión. En el siglo I a. C., Derbent se incorporó al reino de Albania, probablemente como su posesión más septentrional. Derbent experimentó un período de considerable prosperidad en los primeros tres siglos de la era común, pero la reanudación de las incursiones nómadas en el siglo IV (los alanos y luego los hunos) significó que rápidamente volvió a su papel de puesto fronterizo y un " límite simbólico entre las formas de vida nómada y agraria". A finales del siglo IV d. C., Albania pasó a estar bajo la influencia y el control de Sasania; en el siglo V, era una fortaleza fronteriza y el asiento de un guardia de marcha (marzban).

## Creación del complejo de fortificación sasánida
Durante el reinado de Khosrow I se construyó la fortaleza. También hay varias inscripciones en persa medio (Pahlavi) en los muros de la fortaleza y en los muros norte / sur dentro de la ciudad. Después de la conquista árabe de Persia, también se hicieron varias inscripciones árabes en las paredes. 

## Historia posterior
Las fortificaciones de Derbent son una de las atracciones turísticas más populares de la ciudad de Derbent y la República de Daguestán.  

### Edificaciones
La iglesia cristiana más antigua de Rusia se puede encontrar en el sitio. La iglesia, construida con piedra caliza local, tiene unos 11 metros de altura y se extiende 15 metros de sur a norte y 13,4 metros de oeste a este. Los segmentos (brazo) de diseño cruciforme tienen un ancho de aproximadamente de cinco metros, tres divisiones de una longitud de aproximadamente 4.2 metros y el cuarto (norte) mide más de 6 metros. Los soportes están cubiertos con bóvedas, y una estructura de alambre con un diámetro de cinco metros se encuentra por encima de la parte central.